# لوکاس وریسیمو
لوکاس وریسیمو (انگلیسی: Lucas Veríssimo؛ زادهٔ ۷ ژوئیهٔ ۱۹۹۵) بازیکن فوتبال اهل برزیل است.
از باشگاه‌هایی که در آن بازی کرده‌است می‌توان به باشگاه فوتبال سانتوس اشاره کرد.
وی همچنین در تیم ملی فوتبال برزیل بازی کرده‌است.

## تیم ملی
او اولین بازی خود را برای تیم ملی فوتبال برزیل در ۹ سپتامبر ۲۰۲۱ در  مقدماتی جام جهانی ۲۰۲۲ مقابل تیم ملی فوتبال پرو انجام داد.